# Cushman & Wakefield
Cushman & Wakefield je firma poskytující služby v oboru komerčních nemovitostí. Byla založena v roce 1917. Cushman & Wakefield sídlí v Chicagu, s regionálními sídly v New York City, Londýně, Sydney a Bengalúru. Podle vlastních údajů měla společnost v roce 2022 spravovat cca 470 milionů metrů čtverečních komerčních ploch, měla mít 400 kanceláří v 60 zemích a více než 52 000 zaměstnanců.

## Činnost

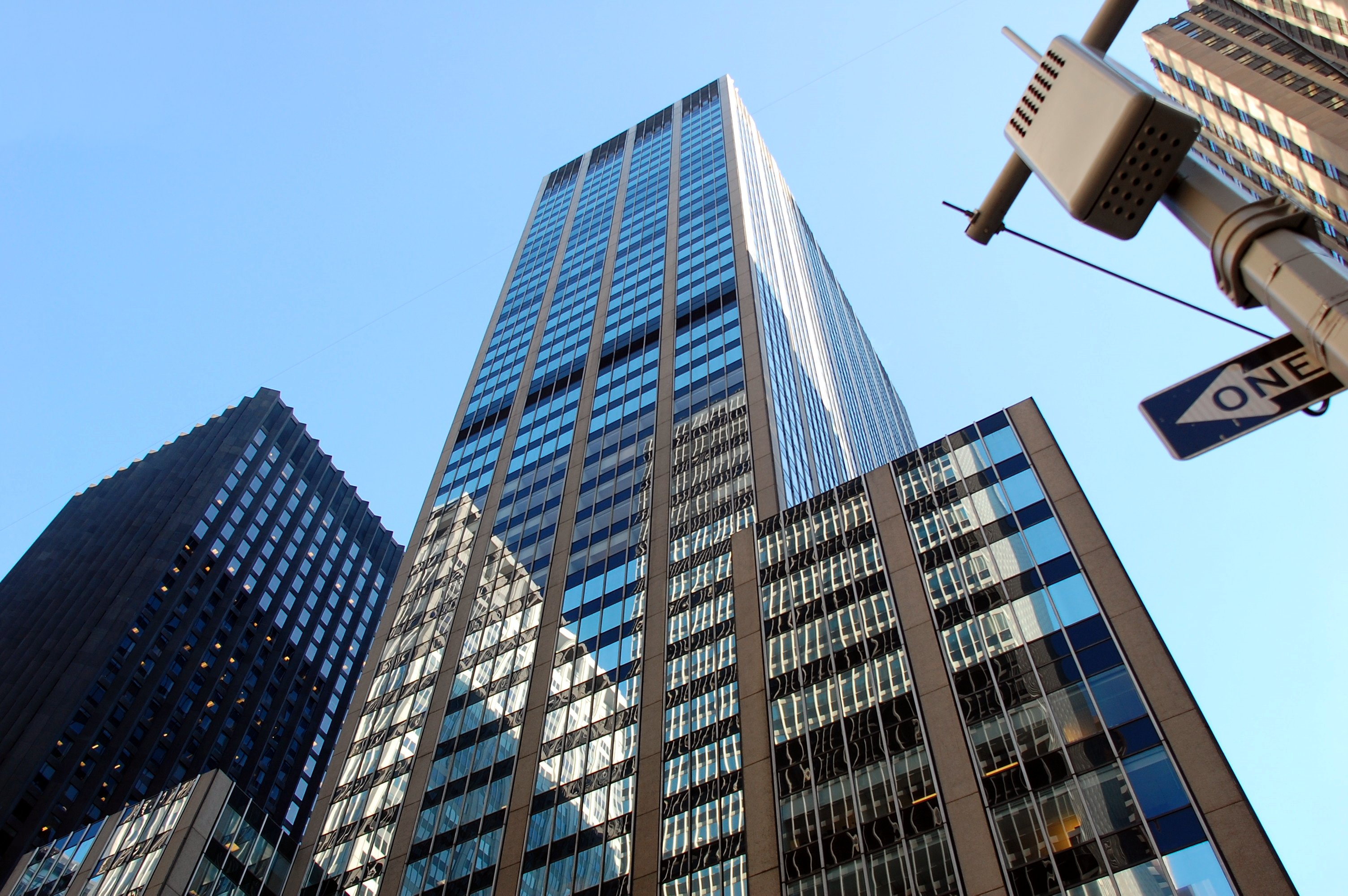
Sídlo Cushman & Wakefield, na 1290 Avenue of the Americas v New York City.

Společnost nabízí transakční služby včetně zastupování nájemců a pronajímatelů kancelářských, průmyslových a maloobchodních prostor, dále služby v oblastech jako jsou kapitálové trhy včetně prodeje nemovitostí, správy investic, znaleckých služeb, investičního bankovnictví a úvěrového a kapitálového financování, klientská řešení včetně nemovitostních strategií pro velké společnosti a vlastníky nemovitostí a konečně konzultantské služby zahrnující podnikatelské a realitní poradenství.
Na český trh vstoupila v roce 1993. V srpnu 2018 vstoupila na americkou burzu cenných papírů NYSE.

## Klienti
Mezi klienty Cushman & Wakefield patří řada velkých korporací jako je Coca Cola, Amazon, Tesco, IKEA nebo Vodafone. V Česku mezi její významné klienty patří především developerské firmy - Crestyl, Penta Investments, Union Investment, Panattoni, DRFG, CTP, ProLogis, Generali Real Estate či CPI.